# White TBC
Samochód pancerny White TBC – francuski samochód pancerny z okresu I wojny światowej.

## Historia
Po wybuchu I wojny światowej we Francji wzrosło zapotrzebowanie na samochody pancerne, które zaczęły produkować różne firmy z branży motoryzacyjnej.  Jednym z takich samochodów zbudowano w wytwórni Renaulta, do którego produkcji użyto podwozia i silnika produkowanego na licencji amerykańskiego samochodu ciężarowego White firmy White Motor Company. Nadwozie zaś oparto na koncepcji M. Lorfeuvre  i M. Ségur, to jest nadwozia pokrytego blacha stalową, z wieżą w której umieszczono uzbrojenie. W dniu 25 sierpnia 1917 roku samochód ten pod nazwą White został przyjęty do uzbrojenia armii francuskiej. 
Produkcja tego samochodu trwała od 1917 do 1918 roku i łącznie wyprodukowano 230 sztuk.

## Opis konstrukcji
Podwozie było z samochodu ciężarowego marki White. Nadwozie całkowicie zamknięty wykonano z blachy walcowanej grubości 8 mm. Blachy były nitowane. Wewnątrz znajdowała się czteroosobowa załoga (dowódca – podoficer, trzech szeregowych – dwóch kierowców i strzelec). W przedniej wydłużonej części znajdowała się komora silnika o przekroju prostokątnym, wewnątrz znajdował się silnik gaźnikowych, 4-cylindrowy, chłodzony cieczą. Komorą silnika znajdowało się przednie stanowisko kierowcy, identyczne stanowisko znajdowało się w tylnej części, które umożliwiało jazdę do tyłu bez zawracania. Pomiędzy stanowiskami kierowani znajdował się przedział bojowy, nad którym umieszczono wieżę, wewnątrz której umieszczono uzbrojenie działko kal. 37 mm i karabin maszynowy kal. 8 mm, były umieszczone obok siebie i była możliwość strzelania z nich równocześnie przez dwóch żołnierzy (dowódcę i strzelca). Z obu stron przedziału bojowego znajdowały się drzwi. 

## Użycie
Samochody te wprowadzono do użytku w francuskiej armii 25 sierpnia 1917 roku. Wzięły udział w walkach końcowym I wojny światowej, a następnie do 1934 roku stanowiły główną siłę uderzeniową francuskiej kawalerii pancernej. Znajdowały się na terenie Francji, Afryki Północnej i Bliskim Wschodzie, a także w Szanghaju. Użytkowane były do czasu zużycia. Po wybuchu II wojny światowej były w użytkowane jeszcze 57 pojazdów na Bliskim Wschodzie, gdzie stanowiły wyposażenie 5 i 7 pułku kawalerii pancernej. Po raz ostatni wzięły udział w walkach w 1941 roku w czasie zajęcia przez aliantów Syrii i Libanu.